# Ceratopsia
Ceratopsia (do latim "faces (op-) com chifres (cerat-)") é uma infraordem de dinossauros ornitópodos marginocefalianos quadrúpedes e herbívoros, característicos do período Cretáceo. Os ceratopsianos, como são chamados os dinossauros pertencentes à essa ordem, viveram principalmente em regiões que atualmente são a Ásia e a América do Norte.
Os primeiros membros do grupo ceratopsiano, como o Psitacossauro, eram pequenos animais bípedes. Os membros posteriores, incluindo Centrossauro e Triceratops, tornaram-se quadrúpedes muito grandes e desenvolveram chifres faciais elaborados e folhos que se estendiam sobre o pescoço. Embora esses folhos possam ter servido para proteger o pescoço vulnerável dos predadores, eles também podem ter sido usados para exibição, termorregulação, abrigo de músculos de mastigação ou alguma combinação do acima.
Esses dinossauros variavam muito de tamanho medindo de 75 centímetros até 10 metros de comprimento.
O nome ceratopsia que, como visto anteriormente, vem do latim "lagartos com chifre frontal" se deve ao fato de esses dinossauros possuírem um ou mais chifres na face.

## Taxonomia
- Infraordem Ceratopsia

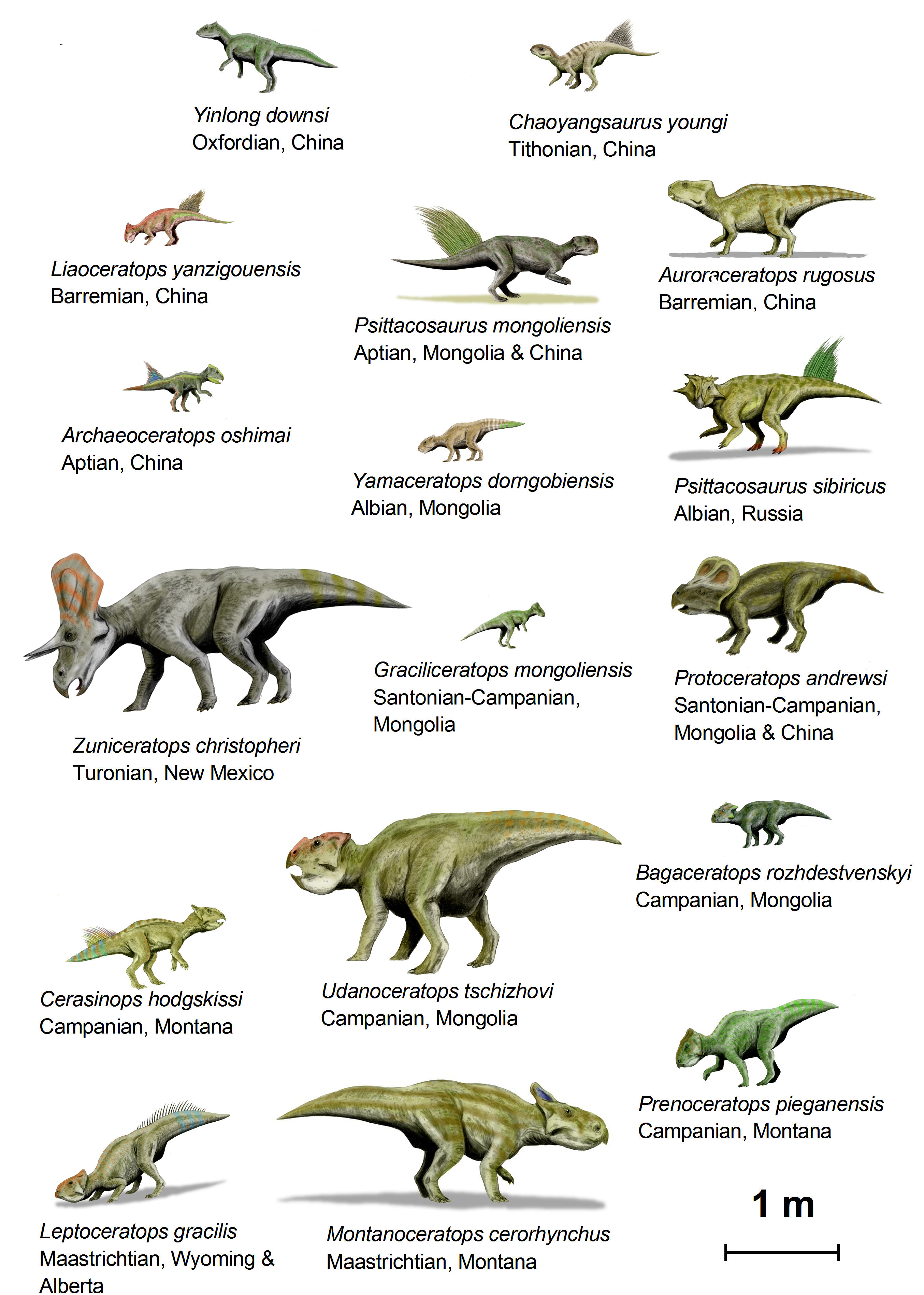
Paleoartes demonstrando a diversidade dos gêneros de Ceratopsia

  - Yinlong Xu, Forster, Clark e Mo, 2006
  - Família Chaoyangsauridae Zhao, Cheng, Xu e Makovicky, 2006
    - Xuanhuaceratops Zhao, Cheng, Xu e Makovicky, 2006
    - Chaoyangsaurus Zhao, Cheng e Xu 1999

  - Família Psittacosauridae
    - Psittacosaurus Osborn, 1923
    - Hongshanosaurus You, Xu e Wang, 2003
    - Yamaceratops Makovicky e Norell, 2006
    - Auroraceratops Dong e Azuma, 1997

  - Família Archaeoceratopsidae
    - Archaeoceratops Dong e Azuma, 1997
    - Liaoceratops Xu, Makovicky, Wang, Norell e You, 2002

  - Família Leptoceratopsidae Makovicky, 2001
    - Bainoceratops Tereschenko e Alifanov, 2003
    - Cerasinops Chinnery e Horner, 2007
    - Leptoceratops Brown, 1914
    - Montanoceratops
    - Prenoceratops Chinnery, 2004
    - Udanoceratops Kurzanov, 1992

  - Família Protoceratopsidae
    - Graciliceratops Sereno, 2000
    - Bagaceratops Maryanska e Osmolska, 1975
    - Breviceratops Kurzanov, 1990
    - Lamaceratops Alifanov, 2003
    - Magnirostris You e Dong, 2003
    - Platyceratops Alifanov, 2003
    - Protoceratops Granger e Gregory, 1923

  - Superfamília Ceratopsoidea
    - Zuniceratops Wolfe e Kirkland, 1998
    - Família Ceratopsidae
      - Anchiceratops Brown, 1914
      - Arrhinoceratops Parks, 1925
      - Chasmosaurus Lambe, 1914
      - Pentaceratops Osborn, 1923
      - Styracosaurus Lambe, 1913
      - Torosaurus Marsh, 1891
      - Triceratops Marsh, 1889

## Velocidade
Provavelmente alguns ceratopsianos poderiam trotar em velocidades de 25 km/h.